# Нолчово
Нолчово (словац. Nolčovo) — село, громада округу Мартін, Жилінський край, регіон Турєц. Кадастрова площа громади — 15,02 км².
Населення 246 осіб (станом на 31 грудня 2018 року).

## Географія
Протікає річка Разтоки.

## Історія
Нолчово згадується 1430 року.

## Населення
| Рік:            | 1994. | 2004.    | 2014.   | 2024.   |
| --------------- | ----- | -------- | ------- | ------- |
| Кількість осіб: | 315   | 254      | 245     | 254     |
| Різниця:        |       | -19,36 % | -3,54 % | +3,67 % |

| Рік:            | 2023. | 2024.   |
| --------------- | ----- | ------- |
| Кількість осіб: | 255   | 254     |
| Різниця:        |       | -0,39 % |